# دونچه لوپیز
دونجه لوپیز روستایی در شهر اسجنیکا صربستان است. با توجه به سرشماری سال ۲۰۰۲، جمعیت این روستا ۱۲۳ نفر است.